# Tổ chức Một Thân Hình
Tổ chức Một Thân Hình (tiếng Anh: One Body Village - OBV) là một tổ chức phi chính phủ và phi lợi nhuận hoạt động từ thiện, chống lại nạn khai thác, buôn bán tình dục trẻ em, đặc biệt ở các nước Đông Nam Á bằng việc giáo dục và tác động vào cộng đồng trở nên những tiếng nói mạnh mẽ hơn cho các em. Song song đó, họ giúp cải thiện đời sống cho các trẻ em có nguy cơ hay đã bị ảnh hưởng bởi tệ nạn này bằng việc xây dựng các gia đình mới, chăm sóc sức khỏe, y tế, tinh thần, giáo dục và dạy nghề để các em có thể tái hòa nhập vào xã hội và trở nên những công dân tốt. Tổ chức này do một linh mục Công giáo người Mỹ gốc Việt là Martino Nguyễn Bá Thông sáng lập và có trụ sở tại Hoa Kỳ. Từ nhiều năm qua, Linh mục Martino Nguyễn Bá Thông từ Hoa Kỳ đã dấn thân vào việc điều tra, giải cứu và nuôi dạy các em gái Việt Nam bị bán vào các ổ mãi dâm ở Việt Nam, Campuchia, Singapore.

## Hợp tác
Tổ chức Một Thân Hình hợp tác với các nghệ sĩ đi tiên phong trong việc  chống lại nạn khai thác, buôn bán tình dục trẻ em Việt Nam như Như Loan, Hiền Thục, Huyền Ny, Tâm Đoan